# 회백색대나무쥐
회백색대나무쥐(Rhizomys pruinosus)는 소경쥐과에 속하는 설치류의 일종이다. 캄보디아와 중국, 인도, 라오스, 말레이시아, 미얀마, 태국 그리고 베트남에서 발견된다.